# باریسکیانو
باریسکیانو (به ایتالیایی: Barisciano) یک کومونه در ایتالیا است که در استان لاکویلا واقع شده‌است.

## خصوصیات
باریسکیانو ۷۸٫۵۶ کیلومترمربع مساحت و ۱٬۸۹۷ نفر جمعیت دارد و ۹۴۰ متر بالاتر از سطح دریا واقع شده‌است.